# John Marie Laval
John Marie Laval (* 21. September 1854 in Saint-Étienne; † 4. Juni 1937) war ein französischer römisch-katholischer Geistlicher und Weihbischof in New Orleans.

## Leben
John Marie Laval empfing am 10. November 1877 das Sakrament der Priesterweihe.
Am 11. September 1911 ernannte ihn Papst Pius X. zum Titularbischof von Hierocaesarea und bestellte ihn zum Weihbischof in New Orleans. Der Erzbischof von New Orleans, James Herbert Blenk SM, spendete ihm am 29. November desselben Jahres die Bischofsweihe; Mitkonsekratoren waren der Bischof von Natchitoches, Cornelius Van de Ven, und der Bischof von San Antonio, John William Shaw.